# كاثرين ريس
كاثرين ريس (بالإنجليزية: Kathryn Reiss)‏ (4 ديسمبر 1957)؛ كاتِبة مُتخصِّصة في أدب الأطفال وروائية أمريكية.

## الجوائز
- برنامج فولبرايت